# Metaphidippus chalcedon
Metaphidippus chalcedon är en spindelart som först beskrevs av Koch C.L. 1846.  Metaphidippus chalcedon ingår i släktet Metaphidippus och familjen hoppspindlar. Inga underarter finns listade i Catalogue of Life.